# Дереш Валерій Костянтинович
Вале́рій Костянти́нович Де́реш (нар. 3 травня 1982 — 22 лютого 2015) — міліціонер національної поліції України, учасник російсько-української війни.

## Життєвий шлях
Народився 3 травня 1982 року в селі Купин Городоцького району Хмельницької області
2000 року закінчив ЗОШ №1 на відмінно.
Цього ж року поступив у Хмельницький національний університет на факультет міжнародних відносин. Протягом навчання зарекомендував себе дисциплінованим, доброзичливим і сумлінним студентом. Захистив на відмінно Дипломну роботу «Вплив ЗМІ та мережі Інтернет на політичні процеси в США».
2005 року закінчив університет, отримав повну вищу освіту за спеціальністю «Міжнародна інформація» та здобув кваліфікацію міжнародника-аналітика, перекладача.
Він мріяв про гідну і престижну роботу, відчував потребу держави у таких спеціалістах, бачив європейське майбутнє своєї Батьківщини.
Після закінчення університету випробував себе на декількох посадах.
В 2006 році одружився.
В 2014 році за покликом серця пішов добровольцем у зону антитерористичної операції, поповнивши лави бійців першого християнського, добровольчого батальйону спеціального призначення «Свята Марія».
Валерій Дереш (позивний "Амін") під час війни не раз очолював групу розвідників, яку ще називали «Святі» батальйону МВС спеціального призначення «Свята Марія». По відгуках побратимів, був одним із найбільш досвідчених людей під Павлополем, уміло водив розвідгрупи «на ту сторону» і йшов туди, де найважче, найнебезпечніше, весь час перебував на межі життя та смерті.
Загинув Валерій Дереш 22 лютого 2015р. поблизу пам’ятного знака Сталевару під Маріуполем зі своїми двома побратимами.
Двоє військових загинули на місці, ще один — в лікарні. Тоді ж загинули Василь Росоха та Леонід Сухацький.

## Вшанування
- Почесний громадянин Хмельницького (рішенням Хмельницької міської ради, посмертно).
- Також посмертно нагороджений Всеукраїнським союзом ветеранів АТО орденом «Лицарський хрест добровольця»
- Посмертно нагороджений почесними відзнаками «За оборону Маріуполя», «Маріуполь. Відстояли – перемогли» та іншими ветеранськими нагородами.